# Kasztanka (opowiadanie)
Kasztanka (ros. Каштанка) – opowiadanie Antona Czechowa. Opublikowany w gazecie Nowoje Wriemia 25 grudnia 1887 roku pod tytułem „W społeczności naukowców” (В учёном сообществе).

## Główni bohaterowie
- Kasztanka
- Łuka Aleksandrowicz – stolarz, poprzedni właściciel Kasztanki
- Pan Georges – clown, nowy właściciel Kasztanki
- Fiediuszka – syn Łuki Aleksandrowicza
- Fiodor Timofieicz – wyszkolony kot
- Iwan Iwanycz – wyszkolony gęś
- Chawrońja Iwanowna – wyszkolona świnia

## Adaptacje filmowe
- Kasztanka – radziecki film animowany z 1952 roku
- Kasztanka – rosyjski film animowany z 2004 roku